# Liste von Mühlen an der Chemnitz

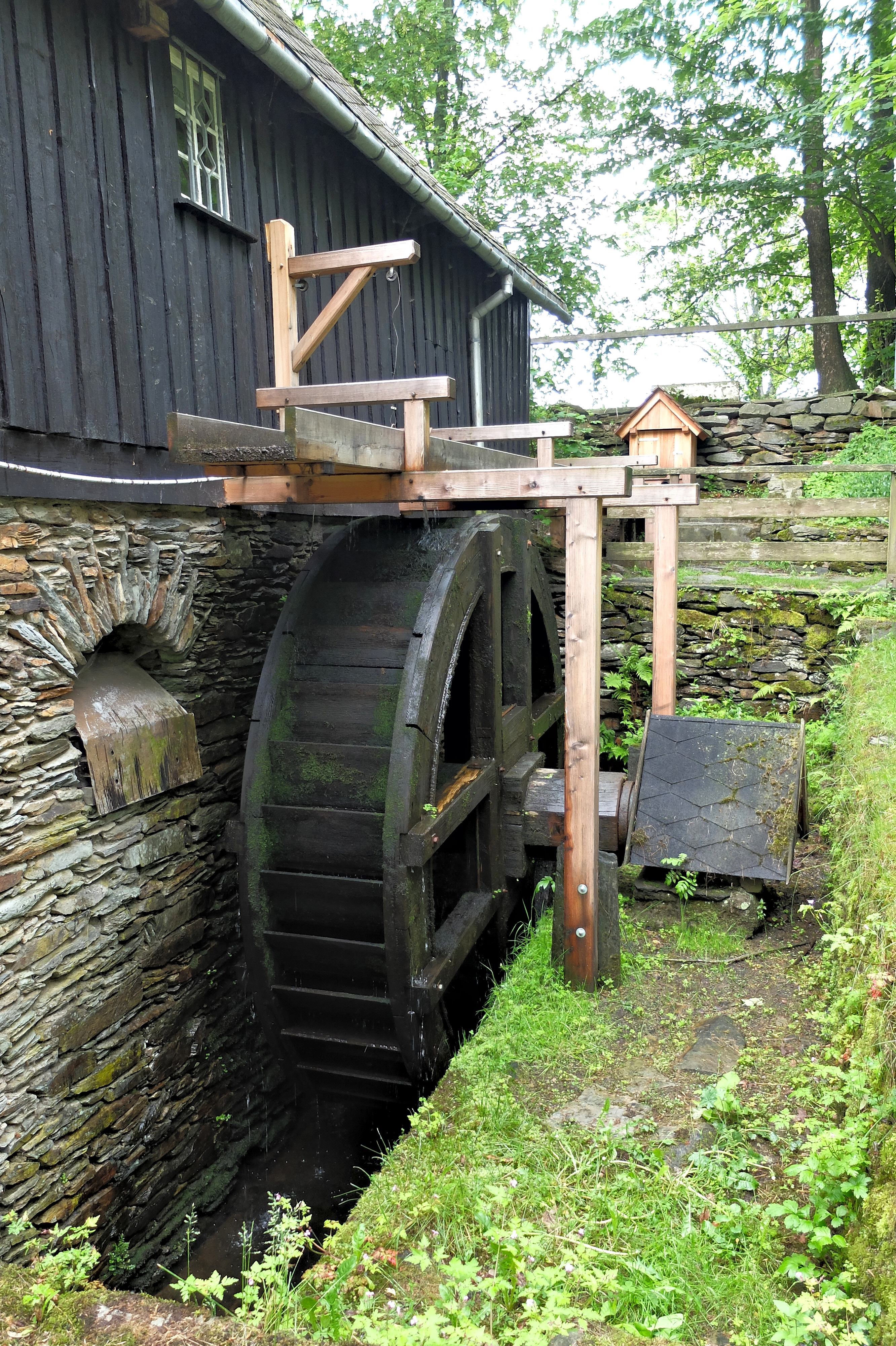
Mühlrad an der ehem. Knochenstampfe in Zwönitz (OT Dorfchemnitz)

Die Liste von Mühlen an der Chemnitz gibt eine Übersicht über die historischen Wassermühlen an der Chemnitz einschl. der Quellflüsse Zwönitz und Würschnitz im Erzgebirge unabhängig davon, ob sie noch existieren oder bereits verfallen und abgerissen sind. Es wurden etwa 90 Mühlenstandorte erfasst. Viele Mühlen existieren nicht mehr, einige sind umgebaut und dienen anderen Zwecken.
Bei Mühlen, die unter Denkmalschutz stehen, kann über die ID-Nummer der jeweilige Denkmaltext aus der sächsischen Denkmalliste aufgerufen werden. Die historische Bedeutung der Mühlen als Einzeldenkmale ergibt sich aus dem Denkmaltext des Landesamts für Denkmalpflege Sachsen.

## Legende
- Bild: zeigt ein Bild der Mühle und gegebenenfalls zusätzlich einen Link zu weiteren Fotos im Medienarchiv Wikimedia Commons.
- Bezeichnung: Name der Mühle und gegebenenfalls Bauwerksname des Kulturdenkmals
- Lage: Ortsteil bzw. Gemarkung sowie Straßenname und Hausnummer. Der Link Karte führt zur Kartendarstellung.
- Datierung: gibt das Jahr der Fertigstellung oder den Zeitraum der Errichtung an.
- Beschreibung: Angabe baulicher und geschichtlicher Einzelheiten, von Denkmaleigenschaften sowie ehemaligen Besitzern oder Bewohnern der Mühle
- ID: Falls die Mühle ein Kulturdenkmal ist, ist hier die ID-Nr. des Landesamts für Denkmalpflege Sachsen angegeben. Ein ggf. vorhandenes Icon  führt zu den Angaben bei Wikidata.

## Liste von Mühlen an der Zwönitz
Die Liste der ehemaligen Mühlen ist entsprechend der örtlichen Lage am Flusslauf von der Quelle zur Mündung gegliedert.
| Bild                                    | Bezeichnung                                | Lage                                              | Datierung          | Beschreibung | ID       |
| --------------------------------------- | ------------------------------------------ | ------------------------------------------------- | ------------------ | --- | -------- |
| Direkt Bild zu diesem Denkmal hochladen | Walthermühle Kühnhaide                     | Kühnhaide, Thomas-Müntzer-Straße 12 (Karte)       | 1693               | ehem. Walthermühle (auch Antonmühle oder Günthers Mühle) Kühnhaide am Kühnhaider Bach; Wohnhaus der ehemaligen Mühle; früher Matz Günthers Mühle mit einem Mahlgang und Brettmühle, von baugeschichtlicher Bedeutung als eines der ältesten Gebäude im Ort mit selten erhaltener Fachwerkkonstruktion (geschweifte Andreaskreuze), ortshistorische Relevanz als Mühle. | 09238314 |
| Weitere Bilder                          | Sendig-Mühle Zwönitz                       | Zwönitz, Annaberger Straße 72 (Karte)             | 1540               | ehem. Sendigmühle Zwönitz, älteste Zwönitzer Papiermühle, 1980 abgerissen |          |
| Direkt Bild zu diesem Denkmal hochladen | Hammermühle Zwönitz                        | Zwönitz, Annaberger Straße (Karte)                |                    | ehem. Hammermühle Zwönitz am Hammerteich, abgerissen, genaue Lage unklar |          |
| Weitere Bilder                          | Herrenmühle Zwönitz                        | Zwönitz, Mühlberg 9 (Karte)                       |                    | ehem. Herrenmühle Zwönitz, Mühlenbetrieb bis 1898, danach bis 1968 Bäckerei, jetzt Wohnhaus |          |
| Direkt Bild zu diesem Denkmal hochladen | Schützmühle Zwönitz                        | Zwönitz, Mühlberg 8 (Karte)                       |                    | ehem. Schützmühle Zwönitz |          |
| Weitere Bilder                          | Tauschermühle Zwönitz                      | Zwönitz, Am Mühlgraben 8 (Karte)                  | 1586               | ehem. Tauschermühle Zwönitz, Fachwerkbau, 1908 abgebrannt, danach Metallwarenfabrik Kazda & Becher, 1992 abgerissen |          |
| Direkt Bild zu diesem Denkmal hochladen | Austelmühle Niederzwönitz                  | Niederzwönitz, Rathausstraße (Karte)              |                    | ehem. Austelmühle Niederzwönitz, später Spinnerei, nach 1945 abgerissen. Reste der technischen Ausstattung der ehemaligen Austelmühle (2 Eisensäulen, 2 Mühlsteine und Turbine) in der Austelvilla in Zwönitz, Rathausstraße 14 (siehe ID-Nr. 09238397). |          |
| Weitere Bilder                          | Papiermühle Niederzwönitz                  | Niederzwönitz, Köhlerberg 1 (Karte)               | 1781               | ehem. Papiermühle Niederzwönitz (Köhlerberg 1) an der Zwönitz, älteste, noch funktionstüchtige Papiermühle Deutschlands sowie Technisches Museum (Niederzwönitzer Straße 62a); Papiermühle mit technischer Ausstattung, Trockengebäude, Granitwassertrog und Mühlgraben; baugeschichtlich, ortsgeschichtlich und technikgeschichtlich von Bedeutung. | 09238420 |
| Direkt Bild zu diesem Denkmal hochladen | Gerlach-Mühle Niederzwönitz                | Niederzwönitz, Niederzwönitzer Str. 85/91 (Karte) |                    | ehem. Mühle Gustav Gerlach in Niederzwönitz, jetzt Futtermittelbetrieb |          |
| Direkt Bild zu diesem Denkmal hochladen | Wellnermühle Niederzwönitz                 | Niederzwönitz, Webergasse 27 (Karte)              |                    | ehem. Wellnermühle Niederzwönitz, Holzschleiferei, Schneidemühle und Lohmühle |          |
| Direkt Bild zu diesem Denkmal hochladen | Haselmühle Niederzwönitz                   | Niederzwönitz, Brettmühlensteig (Karte)           |                    | ehem. Haselmühle Niederzwönitz, Brettmühle am Oberen Halsbach, 1899 abgerissen, am Brettmühlensteig |          |
| Direkt Bild zu diesem Denkmal hochladen | Günther-Mühle Dorfchemnitz                 | Dorfchemnitz, August-Bebel-Straße 2 (Karte)       | Mitte 18. Jh.      | ehem. Günther-Mühle Dorfchemnitz; Wohnstallhaus (ohne Anbauten) und Speicher eines ehemaligen Mühlen-Vierseithofes; ortshistorische und ortsbildprägende Bedeutung, Teil des dörflichen Zentrums, durch Lage an gekrümmter Dorfstraße von städtebaulichem Wert (siehe auch August-Bebel-Str. 4, ID-Nr. 09238348). | 09238349 |
| Weitere Bilder                          | Knochenstampfe Dorfchemnitz                | Dorfchemnitz, Am Anger 1 (Karte)                  | 1744               | ehem. Knochenstampfe Dorfchemnitz, später Sägemühle, bis 1954 in Betrieb, jetzt Heimatmuseum; Wohnstallhaus, Mühlenanbau mit erhaltener Technik und Mühlrad, Mühlteich und umgebendem Baumbestand; authentisch erhaltene Knochenmühle in für die Region seltener Fachwerk-Konstruktion, Mühle von baugeschichtlicher, ortsgeschichtlicher und technikgeschichtlicher Bedeutung, zeitweise auch Erbrichtergut. | 09238341 |
| Direkt Bild zu diesem Denkmal hochladen | Sägemühle Dorfchemnitz                     | Dorfchemnitz, Thalheimer Straße 14 (Karte)        |                    | ehem. Sägemühle Dorfchemnitz, jetzt Sägewerk Weber |          |
| Direkt Bild zu diesem Denkmal hochladen | Mühle Brünlos                              | Brünlos, Neue Thalheimer Straße 8 (Karte)         | um 1800            | ehem. Mühle Brünlos am Brünloser Bach; Wohnstallhaus, Seitengebäude und Hofbäume eines ehemaligen Mühlenanwesens; als ehemaliger Wassermühlstandort ortsgeschichtlich von Bedeutung, trotz kleinerer rückseitiger Umbauten weitgehend originale, zeittypische und landschaftstypische Baugruppe in bildprägender Lage im Auenbereich, baugeschichtlich von Bedeutung. | 09238106 |
| Direkt Bild zu diesem Denkmal hochladen | Flachsmühle Thalheim                       | Thalheim/Erzgeb., Dorfchemnitzer Straße 1 (Karte) |                    | ehem. Flachsmühle Thalheim, später Flachsfabrik, abgerissen, genaue Lage unklar |          |
| Direkt Bild zu diesem Denkmal hochladen | Hammermühle Thalheim                       | Thalheim/Erzgeb., Zwönitztalstraße 30 (Karte)     |                    | ehem. Hammermühle Thalheim am Hammergrundbach, Eisenhammer mit Hammerhaus; Wohnhaus und Seitengebäude einer Hammermühle; zur ehemaligen Hammermühle/Eisenhammer gehörender Hof mit zeittypischen Gebäuden in Fachwerkbauweise, in schöner Lage am Ausgang eines Tales, ortsgeschichtlich von Bedeutung. | 09238291 |
| Direkt Bild zu diesem Denkmal hochladen | Papiermühle bzw. Pappenfabrik Thalheim     | Thalheim/Erzgeb., Bahnhofstraße 3 (Karte)         | um 1900            | ehem. Spinnerei, später Papier- und Pappenfabrik Clemens Claus Thalheim, genaue Lage unklar; unter Denkmalschutz stehen nur: Technische Anlagen einer Papierfabrik; historische technische Ausstattungs- und Anlagenteile der ehemaligen Papier- und Pappenfabrik Clemens Claus, technikgeschichtlich und ortsgeschichtlich von Bedeutung. | 09238293 |
| Direkt Bild zu diesem Denkmal hochladen | Niedermühle Thalheim                       | Thalheim/Erzgeb., Untere Hauptstraße (Karte)      |                    | ehem. Niedermühle Thalheim, abgerissen, genaue Lage unklar |          |
| Direkt Bild zu diesem Denkmal hochladen | Wiesenmühle Thalheim                       | Thalheim/Erzgeb., Chemnitzer Straße 48 (Karte)    | 1838               | ehem. Wiesenmühle Thalheim, urspr. Ölmühle, jetzt Café Wiesenmühle; Mühle mit erhaltener technischer Ausstattung, Müllerwohnhaus, Seitengebäude, Mühlgraben, Gartenpavillon und drei Hofbäume eines Mühlendreiseithofes; alte Ölmühle mit vollständig erhaltener technischer Ausstattung, mit Umfeld und Technik weitgehend authentisch erhaltenes Ensemble von Fachwerkbauten in ortsbildprägender Auenlage, letzte erhaltene von ehemals acht Mühlen im Ort, regionalgeschichtlich, technikgeschichtlich und ortsgeschichtlich von Bedeutung. | 09238302 |
| Direkt Bild zu diesem Denkmal hochladen | Spinnmühle Meinersdorf                     | Meinersdorf, Rathausplatz 4 (Karte)               |                    | ehem. Spinnerei Meinersdorf, abgerissen, genaue Lage unklar |          |
| Direkt Bild zu diesem Denkmal hochladen | Spinnmühle Gornsdorf                       | Gornsdorf, Wiesenweg 1 (Karte)                    |                    | ehem. Spinnmühle Gornsdorf, genaue Lage unklar |          |
| Direkt Bild zu diesem Denkmal hochladen | Obere Mühle oder Ahnermühle Burkhardtsdorf | Burkhardtsdorf, Ahnerweg 4 (Karte)                |                    | ehem. Obere Mühle oder Ahnermühle Burkhardtsdorf, Mahl- und Spinnmühle, ab 1846 Spinnerei, ab 1924 Fiedler & Co. Mechanische Weberei, jetzt Kindergarten |          |
| Direkt Bild zu diesem Denkmal hochladen | Mühle Burkhardtsdorf                       | Burkhardtsdorf, Mühlweg 1 (Karte)                 |                    | ehem. Mühle Burkhardtsdorf, abgerissen, genaue Lage unklar |          |
| Direkt Bild zu diesem Denkmal hochladen | Neueibenberger Mühle                       | Eibenberg, Bergstraße 1 (Karte)                   |                    | ehem. Neueibenberger Mühle, Mahlmühle, später Strumpffabrik Beckert, genaue Lage unklar |          |
| Direkt Bild zu diesem Denkmal hochladen | Schindler-Mühle Kemtau                     | Kemtau, Talweg 1 (Karte)                          |                    | ehem. Spinnmühle Kemtau, später Baumwollspinnerei Schwalbe |          |
| Direkt Bild zu diesem Denkmal hochladen | Auenmühle Eibenberg                        | Eibenberg, Mühlenweg 1 (Karte)                    |                    | ehem. Auenmühle Eibenberg, „Mühle in der Aue“ (auch Stiefelmühle oder Hellmühle) |          |
| Direkt Bild zu diesem Denkmal hochladen | Spinnmühle Kamerun                         | Eibenberg, Zwönitztalstraße 35 (Karte)            |                    | urspr. eine Brettmühle, später Spinnmühle Kamerun, genaue Lage unklar |          |
| Direkt Bild zu diesem Denkmal hochladen | Sägemühle Dittersdorf                      | Dittersdorf, Mühlweg 1 (Karte)                    |                    | ehem. Sägemühle Dittersdorf |          |
| Direkt Bild zu diesem Denkmal hochladen | Obere Mühle Einsiedel                      | Einsiedel, Am Mühlberg 1-3 (Karte)                |                    | ehem. Obere Mühle Einsiedel |          |
| Direkt Bild zu diesem Denkmal hochladen | Fischer-Mühle Einsiedel                    | Einsiedel, Berbisdorfer Straße 26 (Karte)         |                    | ehem. Fischer-Mühle Einsiedel am Berbisdorfer Bach |          |
| Direkt Bild zu diesem Denkmal hochladen | Mittelmühle Einsiedel                      | Einsiedel, Einsiedler Hauptstraße 97 (Karte)      |                    | ehem. Mittelmühle Einsiedel, 1945 ausgebrannt, jetzt Kaufhalle |          |
| Direkt Bild zu diesem Denkmal hochladen | Hahn-Mühle Einsiedel                       | Einsiedel, Einsiedler Hauptstraße 75 (Karte)      |                    | ehem. Hahn-Mühle Einsiedel, Mahlmühle, 1945 zerstört, genaue Lage unklar |          |
| Weitere Bilder                          | Untere Mühle Einsiedel                     | Einsiedel, Niederwaldstraße 3 (Karte)             | 1920               | ehem. Untere Mühle, später Papierfabrik Einsiedel; Papierfabrik Pfauter; Fabrikgebäude sowie Pförtnerhaus und Toreinfahrt; sachlicher Industriebau mit Lisenengliederung, baugeschichtlich von Bedeutung. | 09205057 |
| Weitere Bilder                          | Baumwollspinnerei Schnabel & Comp.         | Erfenschlag, An der Ölmühle 4; 6 (Karte)          | 1812               | Baumwollspinnerei Schnabel & Comp., ab 1817 Spinnerei Hübner, um 1840 Eismann und nach 1918 Speer; Wohnhaus (Nr. 6) und Produktionsgebäude (Nr. 4) einer Baumwollspinnerei; historisch und architektonisch wertvolle frühe Industriebauten, besonders das dreigeschossige Gebäude Nr. 4 in sehr gutem Zustand, technikhistorisch und ortsgeschichtlich von Bedeutung. | 09204894 |
| Direkt Bild zu diesem Denkmal hochladen | Ölmühle Erfenschlag                        | Erfenschlag, An der Ölmühle (Karte)               | 1882               | ehem. Ölmühle Richter Erfenschlag, 1958 abgerissen, genaue Lage unklar |          |
| Weitere Bilder                          | Stiefelmühle oder Walzenmühle Erfenschlag  | Erfenschlag, An der Walzenmühle 5 (Karte)         | 3. Viertel 19. Jh. | ehem. Walzenmühle Erfenschlag, umgebaut zum Wohnhaus; Industriemühle; architektonisch anspruchsvolles Fabrikgebäude, das durch Rundbogenfenster in allen fünf Stockwerken sein an italienische Renaissancepaläste angelehntes Erscheinungsbild erhält, einer der bedeutenden frühen Industriebauten in Chemnitz, nach Brandschäden 1919 in ursprünglichen Formen wiederaufgebaut, technikhistorisch und ortsgeschichtlich von Bedeutung. | 09202344 |
| Direkt Bild zu diesem Denkmal hochladen | Papiermühle Erfenschlag                    | Erfenschlag, Erfenschlager Straße (Karte)         |                    | ehem. Papiermühle von Friedrich Gottlieb Kühn in Erfenschlag, auf dem Gelände des heutigen Wasserwerksparks |          |

## Liste von Mühlen an der Würschnitz
Die Liste der ehemaligen Mühlen an der Würschnitz und am  Gablenzbach ist entsprechend der örtlichen Lage am Flusslauf von der Quelle zur Mündung gegliedert.
| Bild                                    | Bezeichnung                                                                                       | Lage                                              | Datierung          | Beschreibung | ID       |
| --------------------------------------- | ------------------------------------------------------------------------------------------------- | ------------------------------------------------- | ------------------ | --- | -------- |
| Direkt Bild zu diesem Denkmal hochladen | Alte Mühle Gablenz                                                                                | Gablenz, August-Bebel-Straße 44 (Karte)           | 2. Hälfte 18. Jh.  | ehem. Alte Mühle Gablenz am Gablenzbach; Wohnhaus eines Mühlenanwesens und Wassertrog am Haus; Fachwerkgebäude, ortsgeschichtlich und baugeschichtlich von Bedeutung. | 09229649 |
|                                         | Buschmühle Gablenz                                                                                | Gablenz, August-Bebel-Straße 9 (Karte)            |                    | ehem. Buschmühle Gablenz am Gablenzbach |          |
| Weitere Bilder                          | Grabner Mühle Mitteldorf                                                                          | Mitteldorf, Schneeberger Straße 46 (Karte)        | 1938               | ehem. Grabner Mühle Mitteldorf am Gablenzbach; Mühlenanwesen mit Wohnstallhaus und Mühlengebäude (einschließlich Anbau mit überdachter Rampe); Wohnstallhaus Obergeschoss strebenreiches Fachwerk, Mühlengebäude Putzbau mit verbrettertem Giebel, baugeschichtlich und ortsgeschichtlich von Bedeutung. | 09229782 |
| Weitere Bilder                          | Stollberger Walkmühle                                                                             | Stollberg/Erzgeb., Hartensteiner Straße 5 (Karte) |                    | ehem. Stollberger Walkmühle am Gablenzbach |          |
| Direkt Bild zu diesem Denkmal hochladen | Sägemühle Stollberg                                                                               | Stollberg/Erzgeb., Feldstraße 2 (Karte)           |                    | ehem. Sägemühle, später Sägewerk Stollberg/Erzgeb. am Gablenzbach, jetzt Pflegeheim |          |
| Direkt Bild zu diesem Denkmal hochladen | Ruhmühle; Getreidemühle Niederdorf                                                                | Niederdorf, Chemnitzer Straße 29 (Karte)          | Ende 19. Jh.       | ehem. Ruhmühle am Gablenzbach; Getreidemühle in Niederdorf; Wohnhaus und nördlich anschließendes Mühlengebäude eines Mühlenanwesens; zeittypischer Putzbau, ortsgeschichtlich und technikgeschichtlich von Bedeutung. | 09229602 |
| Direkt Bild zu diesem Denkmal hochladen | Obermühle Beutha                                                                                  | Beutha, Hauptstraße 55 (Karte)                    |                    | ehem. Obermühle Beutha am Beuthenbach, bis 1964 in Betrieb |          |
| Direkt Bild zu diesem Denkmal hochladen | Mittelmühle Beutha                                                                                | Beutha, Hauptstraße 20 (Karte)                    |                    | ehem. Mittelmühle Beutha am Beuthenbach, bis 1922 in Betrieb |          |
| Weitere Bilder                          | Niedermühle Beutha                                                                                | Beutha, Firstenweg 2 (Karte)                      |                    | ehem. Niedere Mühle Beutha am Beuthenbach, ab 1900 Schulmöbelfabrik Blechschmidt |          |
| Weitere Bilder                          | Alte Mühle Raum                                                                                   | Raum, Karl-Wander-Straße 9 (Karte)                |                    | ehem. Alte Mühle Raum am Mühlteich |          |
| Direkt Bild zu diesem Denkmal hochladen | Schneidemühle Mothes Oberwürschnitz                                                               | Oberwürschnitz, Hartensteiner Straße 97 (Karte)   | um 1720            | Schneidemühle Mothes Oberwürschnitz an der Würschnitz; Wohnhaus mit Sägewerkanbau, Seitengebäude und Scheune eines Mühlenanwesens sowie ehemaliger Mühlgraben; alte Ortslage Oberwürschnitz, authentisch erhaltene Hofanlage, von ortshistorischer und baugeschichtlicher Bedeutung. | 09209511 |
| Direkt Bild zu diesem Denkmal hochladen | Obermühle Niederwürschnitz                                                                        | Niederwürschnitz, Hartensteiner Straße (Karte)    |                    | ehem. Obermühle Niederwürschnitz, genaue Lage unklar |          |
| Direkt Bild zu diesem Denkmal hochladen | Heckermühle Niederwürschnitz                                                                      | Niederwürschnitz, Mühlenstraße (Karte)            |                    | ehem. Heckermühle Niederwürschnitz, genaue Lage unklar |          |
| Direkt Bild zu diesem Denkmal hochladen | Obermühle Pfaffenhain                                                                             | Pfaffenhain, Steegewaldstraße 15 (Karte)          |                    | ehem. Obermühle Pfaffenhain |          |
| Direkt Bild zu diesem Denkmal hochladen | Niedermühle Pfaffenhain                                                                           | Pfaffenhain, Stollberger Straße 68 (Karte)        | 1804               | ehem. Untere Mühle oder Niedermühle Pfaffenhain; Wohnstallhaus, Seitengebäude und Scheune eines Mühlenanwesens; Fachwerkgebäude, ortshistorisch und baugeschichtlich von Bedeutung. | 09229678 |
| Direkt Bild zu diesem Denkmal hochladen | Niedermühle Jahnsdorf                                                                             | Jahnsdorf/Erzgeb., Chemnitzer Straße (Karte)      |                    | ehem. Niedermühle Jahnsdorf, genaue Lage unklar |          |
| Direkt Bild zu diesem Denkmal hochladen | Sägewerk Neusorge Adorf                                                                           | Adorf/Erzgeb., Sorgestraße 17-19 (Karte)          |                    | ehem. Sägemühle, später Sägewerk Neusorge |          |
| Direkt Bild zu diesem Denkmal hochladen | Obermühle Neukirchen                                                                              | Neukirchen/Erzgeb., Hauptstraße 55 (Karte)        |                    | ehem. Obermühle Neukirchen, genaue Lage unklar |          |
| Direkt Bild zu diesem Denkmal hochladen | Niedermühle oder Herrenmühle Neukirchen                                                           | Neukirchen/Erzgeb., Mühlenstraße 18 (Karte)       | 1776               | ehem. Niedermühle oder Herrenmühle Neukirchen; Mühlengebäude mit Resten des Wasserbaues, technischer Ausstattung sowie Seitengebäude mit Turbine; stattlicher Putzbau (bis 1965 Obergeschoss Fachwerk), mit Korbbogenportal und Krüppelwalmdach, Fachwerk-Seitengebäude, ortsgeschichtlich und baugeschichtlich und technikgeschichtlich von Bedeutung. | 09233438 |
| Weitere Bilder                          | Alte und neue Mühle Klaffenbach                                                                   | Klaffenbach, Klaffenbacher Hauptstraße 2 (Karte)  | um 1800 / 1910     | ehem. Alte und neue Mühle Klaffenbach; Hauptgebäude der alten Mühle und Hauptgebäude der neuen Mühle mit Zwillingsturbine sowie Mühlgraben vom Abzweig von der Würschnitz bis zum Wiedereinlauf, inklusive vier Wehranlagen, Überlaufgraben, Zuläufen aus den angrenzenden Feldern und begleitendem Baumbestand; bemerkenswertes Ensemble von Mühlengebäuden unterschiedlicher Epochen, Entwicklung von der Lohnmühle zur Handelsmühle gewinnt besondere Anschaulichkeit, beide Bauphasen in guter architektonischer Qualität, originale Zwillingsturbine der Maschinenfabrik Briegleb, Hansen & Co, Gotha, von 1916, baugeschichtlich, industriegeschichtlich und technikgeschichtlich von Bedeutung. | 09205089 |
| Weitere Bilder                          | Bernhardsche Spinnerei; Kammgarnspinnerei Carl Friedrich Solbrig; Sächsische Kammgarnspinnerei AG | Harthau, Klaffenbacher Straße 45; 47; 49 (Karte)  | 1798               | ehem. Spinnmühle durch Carl Friedrich Bernhard (1771–nach 1810) im Jahre 1798 errichtet, ab 1849 Kammgarnspinnerei Carl Friedrich Solbrig, ab 1871 Sächsische Kammgarnspinnerei AG. Sachgesamtheit Bernhardsche Spinnerei mit folgenden Einzeldenkmalen: Verwaltungsgebäude (siehe auch Einzeldenkmalliste – ID-Nr. 09204879), Spinnereikomplex mit Produktionsgebäude und Verwaltungsgebäude (siehe auch Einzeldenkmalliste Klaffenbacher Straße 47, 49 – ID-Nr. 09204878) und als Sachgesamtheitsteile: bei Nr. 45-49 dazwischenliegender Hofraum, Vorgarten und Einfriedungsmauer sowie bei Nr. 45-49 und Nr. 70, 72 Garten; hochwertiger klassizistischer Industriekomplex, wichtiges Zeugnis aus der Frühzeit der Industrialisierung, bedeutendstes Industriedenkmal in Chemnitz, erweitert im Reformstil der Zeit um 1910, ortsgeschichtlich, technikhistorisch und baugeschichtlich von Bedeutung. | 09302696 |
| Weitere Bilder                          | Spinnmühle Harthau                                                                                | Harthau, Klaffenbacher Straße 2 (Karte)           | 3. Drittel 19. Jh. | ehem. Spinnmühle Harthau, später Wattefabrik mit zwei- und dreigeschossigen Produktionsgebäuden, Heizhaus, Maschinenhaus, Schornstein, Kontor- und Wohngebäude sowie Lagergebäude und Keller; in seiner Geschlossenheit beeindruckender, anspruchsvoll gestalteter Gewerbekomplex, alle Funktionsbauten sind erhalten, mit stadtgeschichtlicher und baugeschichtlicher Bedeutung. | 09204821 |
|                                         | Clauss-Mühle Harthau                                                                              | Harthau                                           |                    | ehem. Clauss-Mühle Harthau, genaue Lage unklar |          |
| Weitere Bilder                          | Schäfersche Kammgarnspinnerei                                                                     | Harthau, Annaberger Straße 348 (Karte)            | 1874-1890          | ehem. Mühle Harthau, Schäfersche Kammgarnspinnerei; Fabrik mit zwei Verwaltungsgebäuden, Shedhallen, Werkstattgebäude und Schornstein; eine der bedeutendsten historischen Industrieanlagen in Chemnitz, erster großer Shedhallenkomplex in Sachsen, in ihrer architektonischen Geschlossenheit beeindruckende Gesamtanlage, ortsgeschichtlich, technikhistorisch und baugeschichtlich von Bedeutung. | 09204830 |

## Liste von Mühlen an der Chemnitz
Die Liste der ehemaligen Mühlen ist entsprechend der örtlichen Lage am Flusslauf von der Quelle zur Mündung gegliedert.
| Bild                                    | Bezeichnung                                                   | Lage                                               | Datierung | Beschreibung | ID       |
| --------------------------------------- | ------------------------------------------------------------- | -------------------------------------------------- | --------- | --- | -------- |
| Direkt Bild zu diesem Denkmal hochladen | Mühle Altchemnitz                                             | Altchemnitz (Karte)                                |           | ehem. Mühle Altchemnitz, abgerissen, genaue Lage unklar |          |
| Direkt Bild zu diesem Denkmal hochladen | Obermühle Altchemnitz                                         | Altchemnitz                                        |           | ehem. Obermühle Altchemnitz, genaue Lage unklar |          |
| Direkt Bild zu diesem Denkmal hochladen | Ratsmühle Altchemnitz                                         | Altchemnitz                                        |           | ehem. Ratsmühle Altchemnitz, genaue Lage unklar |          |
| Direkt Bild zu diesem Denkmal hochladen | Niedermühle Altchemnitz                                       | Altchemnitz                                        |           | ehem. Niedermühle Altchemnitz, genaue Lage unklar |          |
| Weitere Bilder                          | Alte Mühle Chemnitz                                           | Chemnitz-Siegmar, An der Alten Mühle 10b (Karte)   | 1830      | ehem. Alte Mühle Chemnitz am Kappelbach; Mühle; stattlicher Mühlenbau mit mächtigem Mansarddach, baugeschichtlich von Bedeutung. | 09203534 |
| Direkt Bild zu diesem Denkmal hochladen | Walkmühle Chemnitz; Saigerhütte Chemnitz                      | Chemnitz, Am Walkgraben (Karte)                    |           | ehem. Walkmühle Chemnitz (auch Reisigmühle genannt) am Walkmühlengraben (Kappelbach), später Saigerhütte Chemnitz, abgerissen, genaue Lage unklar |          |
| Direkt Bild zu diesem Denkmal hochladen | Nicolaimühle Chemnitz                                         | Chemnitz, Nicolaimühlgäßchen (Karte)               |           | ehem. Nicolaimühle Chemnitz in der Nicolaivorstadt, abgerissen, genaue Lage unklar |          |
| Direkt Bild zu diesem Denkmal hochladen | Klostermühle Chemnitz                                         | Chemnitz, in der Klostervorstadt (Karte)           |           | ehem. Klostermühle Chemnitz am Klostermühlgraben, später Münze, abgerissen, danach Hartmannfabrik |          |
| Weitere Bilder                          | Wehranlage der Mühle                                          | Chemnitz, Rochlitzer Straße (Karte)                | um 1930   | Wehr der ehem. Neumühle und weiterer Mühlen; Stauwehranlage im Chemnitzfluss, Teile der Uferbefestigung der Chemnitz zwischen Hauboldstraße und Fabrikstraße sowie Fußgängerbrücke über die Chemnitz an der Hauboldstraße (nahe Müllerstraße); imposante Stauwehranlage, mit großen Bruchsteinen verkleidete Bestandteile, originale Technik, weiterhin mit Bruchsteinen gemauerte Uferbefestigung der Chemnitz sowie Betonbrücke an der Hauboldstraße in gutem Originalzustand, technikgeschichtlich, geschichtlich, städtebaulich und ortsbildprägend von Bedeutung. | 09202111 |
| Direkt Bild zu diesem Denkmal hochladen | Stadtmühle Chemnitz                                           | Chemnitz                                           |           | ehem. Stadtmühle Chemnitz |          |
| Weitere Bilder                          | Neumühle; Weberei Eduard Lochmann                             | Chemnitz, Georgstraße 40 (Karte)                   | 1873/74   | ehem. Neumühle, später Weberei und Baumwollspinnerei Eduard Lochmann, seit Mitte des 20. Jahrhunderts Wohngebäude. Fabrikgebäude mit angebautem Nebengebäude und Torpfosten des Einfahrtstors; stattlicher gründerzeitlicher Gewerbebau sowie schlichtes, älteres Nebengebäude mit Kreuzgratgewölbe im Erdgeschoss, zusammen mit dem nahegelegenen Neumühlenwehr als Zeugnisse für die industrielle Nachnutzung und bauliche Weiterentwicklung eines historischen Mühlenstandortes von baugeschichtlicher, industriegeschichtlicher und städtebaulicher Bedeutung. | 09204249 |
| Weitere Bilder                          | Spinnmühle Furth; Sächsische Webstuhlfabriken Louis Schönherr | Chemnitz-Furth, Schönherrstraße 8 (Karte)          | um 1800   | ehem. Spinnmühle Furth, später Sächsische Webstuhlfabriken Louis F. Schönherr bis 1993, jetzt Gelände der Schönherr WEBA GmbH mit gewerblicher Nutzung. Fabrikanlage mit altem Heizhaus, dessen neuerem Erweiterungsbau und Schornstein, dem fünfgeschossigen Altbau an der Schönherrstraße, dem sich daran anschließenden Kernbereich der Fabrik, welcher in zwei- bis viergeschossigen Flügeln einen Innenhof umschließt (Gebäude 7, 8, 10, 11), dem zweigeschossigen langgestreckten Riegel (45 Achsen) entlang der Schönherrstraße, dem dreiseitig umbauten Zufahrtsbereich mit Uhrturm und Gebäuden 3 und 5 sowie dem Verwaltungsgebäude 1 mit angelagerter Shedhalle (Gebäude 2) und dazugehöriger Einfriedung und Vorgarten; größte Webstuhlfabrik im Gebiet, von überregionaler industriegeschichtlicher Bedeutung, Anlage im Wesentlichen in ihrer Originalsubstanz erhalten, wobei die unterschiedlichen Bauphasen klar erkennbar sind, repräsentative schlossartige Gestaltung im Zufahrtsbereich, baugeschichtlich von Bedeutung. | 09203056 |
|                                         | Teichmühle Hilbersdorf                                        | Chemnitz-Hilbersdorf (Karte)                       |           | ehem. Teichmühle Hilbersdorf, abgerissen, genaue Lage unklar |          |
| Weitere Bilder                          | Alte Mühle Borna                                              | Chemnitz-Borna, Bornaer Straße 176 (Karte)         | um 1800   | ehem. Alte Mühle Borna; Mühle mit drei Gebäuden sowie zwei Toreinfahrten zwischen den Gebäuden; dreiseitig geschlossene Hofanlage von bemerkenswerter Einheitlichkeit, zwei Gebäude ganz in Porphyr-Mauerwerk, eines mit unter Putzverkleidung erhaltener Fachwerkkonstruktion im Obergeschoss, teilweise Kreuzgewölbe, ortsgeschichtlich und baugeschichtlich von Bedeutung. | 09203854 |
|                                         | Bahrmühle Heinersdorf                                         | Heinersdorf, Wittgensdorfer Straße (Karte)         |           | ehem. Bahrmühle Heinersdorf, Wittgensdorfer Straße, am Bahrebach, abgerissen |          |
| Weitere Bilder                          | Kirchmühle Wittgensdorf                                       | Wittgensdorf, Obere Hauptstraße 11 (Karte)         |           | ehem. Kirchmühle Wittgensdorf am Wittgensdorfer Bach, 1985/86 abgerissen |          |
| Direkt Bild zu diesem Denkmal hochladen | Niedermühle Wittgensdorf                                      | Wittgensdorf (Karte)                               |           | ehem. Niedermühle Wittgensdorf, genaue Lage unklar |          |
| Weitere Bilder                          | Spinnmühle Wittgensdorf                                       | Wittgensdorf, Untere Hauptstraße 165 (Karte)       |           | ehem. Spinnmühle Wittgensdorf, baugeschichtlich und technikgeschichtlich von Bedeutung, nach Brand im Oktober 2021 stark zerstört und von der Denkmalliste gestrichen. | 09233579 |
| Weitere Bilder                          | Auerswalder Mühle                                             | Auerswalde, Chemnitztalstraße 1 (Karte)            |           | ehem. Auerswalder Mühle, bis 1928 Mühlenbetrieb, 1970 abgerissen |          |
| Weitere Bilder                          | Garnsdorfer Mühle                                             | Garnsdorf, Talstraße 1 (Karte)                     |           | ehem. Garnsdorfer Mühle, jetzt Wohnhaus |          |
| Direkt Bild zu diesem Denkmal hochladen | Schmidtmühle Reitzenhain                                      | Reitzenhain, Köthensdorfer Hauptstraße 85 (Karte)  |           | ehem. Schmidtmühle Reitzenhain am Holzbach |          |
| Direkt Bild zu diesem Denkmal hochladen | Köthensdorfer Mühle                                           | Köthensdorf, Köthensdorfer Hauptstraße 103 (Karte) |           | ehem. Köthensdorfer Mühle am Holzbach, jetzt Holzverarbeitungs- und Vertriebsgesellschaft mbH |          |
| Direkt Bild zu diesem Denkmal hochladen | Tauraer Mühle                                                 | Taura, Hauptstraße 1-3 (Karte)                     |           | ehem. Tauraer Mühle Taura, Hauptstraße 1-3 |          |
|                                         | Alte Mühle Markersdorf                                        | Markersdorf, Alte Mühle 5; 7; 13 (Karte)           | 1750/1814 | ehem. Markersdorfer Mühle, Brett- und Ölmühle, ab 1900 Spinnerei, jetzt Wasserkraftwerk; Mühlengebäude (Nr. 7), Wohnstallhaus (Nr. 13) und Seitengebäude (Nr. 5) einer ehemaligen Öl- und Brettmühle; Mühlengebäude Obergeschoss Fachwerk verputzt, Satteldach, Wohnstallhaus Obergeschoss Fachwerk verputzt, Krüppelwalmdach, Seitengebäude vermutlich Fachwerk im Obergeschoss, Krüppelwalmdach, typischer, gut erhaltener ländlicher Mühlenhof des 18. Jahrhunderts, baugeschichtlich, ortsgeschichtlich und technikgeschichtlich von Bedeutung, baugeschichtlich von Bedeutung. | 09233322 |
| Direkt Bild zu diesem Denkmal hochladen | Böttgermühle Claußnitz                                        | Claußnitz, Schulweg 9 (Karte)                      |           | ehem. Böttgermühle oder Mittelmühle Claußnitz am Röllingshainer Bach |          |
| Direkt Bild zu diesem Denkmal hochladen | Donnermühle Claußnitz                                         | Claußnitz, Dorfstraße 67 (Karte)                   |           | ehem. Donnermühle (auch Kretzschmar- oder Untere Mühle) Claußnitz am Röllingshainer Bach |          |
|                                         | Spinnerei C.A. Tetzner & Söhne Schweizerthal                  | Mohsdorf, Chemnitztalstraße 5-7 (Karte)            | 1849      | ehem. Mühle im Schweizerthal, später Spinnerei C.A. Tetzner & Söhne. Sachgesamtheit Spinnereianlage im Chemnitztal, bestehend aus alter Anlage mit Kontor-, Fabrik- und Wirtschaftsgebäude (am Ufer der Chemnitz), alle noch erhaltenen Teile sind Sachgesamtheitsteile; Teile einer Anlage von großer ortsgeschichtlicher Bedeutung. | 09233377 |
| Weitere Bilder                          | Diethensdorfer Mühle                                          | Diethensdorf, Untere Hauptstraße 38-40 (Karte)     | um 1800   | ehem. Diethensdorfer Mühle; ehemaliges Mahlmühlengebäude, ein Seitengebäude, ein Schuppen, zwei Scheunen, 6 Zaunspfeiler (Einfriedung) und 6 Rosskastanien sowie Mühlgraben mit Straßenbrücke (Überführung Untere Hauptstraße) einer ehemaligen Getreidemühle; baugeschichtlich und ortsgeschichtlich von Bedeutung. | 09232889 |
|                                         | Zschimmer & Schwarz Mohsdorf                                  | Mohsdorf, Chemnitztalstraße 1 (Karte)              |           | ehem. Mühlenstandort, jetzt Zschimmer & Schwarz Mohsdorf GmbH & Co KG |          |
| Direkt Bild zu diesem Denkmal hochladen | Mohsdorfer Mühle                                              | Mohsdorf, Dorfstraße 81 (Karte)                    |           | ehem. Mohsdorfer Mühle, 1878 durch Brand zerstört |          |
| Direkt Bild zu diesem Denkmal hochladen | Pappenfabrik Stein                                            | Stein, Chemnitztalstraße (Karte)                   |           | ehem. Pappenfabrik Stein, genaue Lage unklar |          |
| Direkt Bild zu diesem Denkmal hochladen | Papiermühle Stein                                             | Stein, Chemnitztalstraße 7-8 (Karte)               |           | ehem. Papiermühle Stein, später Papierfabrik, genaue Lage unklar |          |
| Direkt Bild zu diesem Denkmal hochladen | Steinmühle; Schneidemühle Stein                               | Stein, Chemnitztalstraße 3; 4; 5; 6 (Karte)        | 1882      | ehem. Steinmühle, Schneidemühle Stein; Sachgesamtheit ehem. Schneidemühle Stein mit folgenden Einzeldenkmalen: Fabrikantenvilla (Nr. 3), Wohnstallhaus (Nr. 6), Kutscherhaus (Nr. 5), Auszugshaus (Nr. 4), altes Turbinenhaus und Villengarten (siehe auch Einzeldenkmalliste – ID-Nr. 08955379), sowie Kontorhaus, Scheune und Gartenhäuschen (Sachgesamtheitsteile); baugeschichtlich, sozialgeschichtlich, technikgeschichtlich und gartengeschichtlich von Bedeutung. | 09300197 |
|                                         | Zwirnerei Stein                                               | Stein, Chemnitztalstraße 1 (Karte)                 |           | ehem. Zwirnerei Stein, später Reissfaserwerk Stein, jetzt Wasserkraftwerk |          |
| Direkt Bild zu diesem Denkmal hochladen | Obermühle Göritzhain                                          | Göritzhain, Wiederberg (Karte)                     |           | ehem. Obermühle Göritzhain, Mahl-, Öl- und Schneidemühle, später Holzschleiferei und Pappenfabrik, genaue Lage unklar |          |
| Direkt Bild zu diesem Denkmal hochladen | Bachmühle Göritzhain                                          | Göritzhain, Untere Hauptstraße 2 (Karte)           |           | ehem. Alte Bachmühle Göritzhain, später Pappenfabrik, jetzt Wohnhaus |          |
| Weitere Bilder                          | Mühlgut Göritzhain                                            | Göritzhain, Untere Hauptstraße 5 (Karte)           | 1765      | ehem. Mühlgut Göritzhain, auch als Bachmühle bezeichnet; später Kattundruckerei; aus einer Mühle hervorgegangene Manufaktur (Kattundruckerei), zeitweise Pferdegut, früher Fabrikbau, stattlicher, schlossartiger Putzbau in spätbarocken Formen, Dachreiter mit Uhr, auf der Nordostseite durch Seitenflügel Hofsituation, straßenbildprägende Lage, baugeschichtliche, industriegeschichtliche und ortsgeschichtliche Bedeutung. | 08955179 |
| Weitere Bilder                          | Niedermühle Göritzhain                                        | Göritzhain, Am Chemnitzberg 16 (Karte)             | 1808-1809 | ehem. Niedermühle Göritzhain, später Teil der Strohstoff- und Papierfabrik Franz Jakob Scheerer, jetzt Wohnhaus; Wohnhaus einer ehem. Mühle; stattlicher Fachwerkbau, massives Erdgeschoss mit Porphyrtuff-Elementen, Krüppelwalmdach, ehemals Mahl-, Schneide- und Ölmühle, von den anderen Gebäuden der Mühlenanlage kein denkmalwürdiger Bestand erhalten, baugeschichtliche und ortshistorische Bedeutung. | 08955195 |
| Weitere Bilder                          | Strohstoff- und Papierfabrik Franz Jakob Scheerer             | Göritzhain, Am Chemnitzberg 17 (Karte)             | 1870      | ehem. Strohstoff- und Papierfabrik Franz Jakob Scheerer; Wohnhaus mit angebautem Kontor einer ehem. Fabrikanlage; Wohnhaus symmetrischer Putzbau in Formen der Neurenaissance, Porphyrtuffgliederungen, Hauptfront zum ehem. Fabrikhof mit dreibogiger Eingangsloggia, auf der Südseite durch schmalen Zwischenbau mit dem niedrigeren Kontorgebäude verbunden, im Norden jüngerer Verandaanbau, baugeschichtliche und ortsgeschichtliche Bedeutung. | 08955196 |

## Liste von Mühlen am Pleißenbach
Die Liste der ehemaligen Mühlen ist entsprechend der örtlichen Lage am Flusslauf von der Quelle zur Mündung gegliedert.
| Bild                                    | Bezeichnung                           | Lage                                            | Datierung | Beschreibung | ID       |
| --------------------------------------- | ------------------------------------- | ----------------------------------------------- | --------- | --- | -------- |
| Direkt Bild zu diesem Denkmal hochladen | Nitzschenmühle Pleißa; Mühlgut Pleißa | Pleißa, Pleißenbachstraße 51 (Karte)            | 1746      | ehem. Nitzschenmühle am Pleißenbach; Wohnstallhaus und Seitengebäude (Fachwerkbauten eines ehemaligen Vierseithofes) der ehem. Nitzschenmühle; baugeschichtlich und ortsgeschichtlich von Bedeutung. Wohnstallhaus lt. Inschrift 1746 erbaut, das Seitengebäude vermutlich Anfang 19. Jh., gut erhaltene Fachwerkbauten mit massiven Erdgeschossen und weitgehend erhaltenem Fachwerk der Obergeschosse. Beide Gebäude abgeschlossen durch Satteldächer. Wenngleich baulich leicht überformt (Garageneinbauten, Fehlen der Stalltür) dokumentieren beide Bauten noch heute in besonderer Weise das ländliche Bauhandwerk des 18. und 19. Jh. im Chemnitzer Land und erlangen somit baugeschichtliche Bedeutung. Als ehemalige Mühle kommt dem Baukomplex weiterhin eine ortsgeschichtliche Bedeutung zu. | 09233496 |
| Direkt Bild zu diesem Denkmal hochladen | Rote Mühle Kändler                    | Kändler, Chemnitzer Straße 98 (Karte)           |           | ehem. Rote Mühle Kändler am Pleißenbach |          |
| Direkt Bild zu diesem Denkmal hochladen | Sägemühle Röhrsdorf                   | Röhrsdorf, Chemnitzer Straße 75 (Karte)         |           | ehem. Sägemühle Röhrsdorf am Pleißenbach, später Sägewerk |          |
| Weitere Bilder                          | Schmidt-Rottluff-Mühle Chemnitz       | Chemnitz-Rottluff, Limbacher Straße 380 (Karte) | 1894      | ehem. Schmidt-Rottluff-Mühle Chemnitz am Pleißenbach neben dem Wohnhaus von Karl Schmidt-Rottluff (1884–1976); Mühle (mit technischer Ausstattung und Wohnhausteil, Nr. 380), straßenseitiges Wohnhaus (Nr. 382) sowie Wegepflasterung und Garten eines Mühlenanwesens; stattliches Mühlengebäude, ursprünglich mit Wohnung (Karl Schmidt-Rottluffs Eltern gehörte die Mühle, hier verlebte der Künstler seine Kindheit), mit symmetrisch gegliederter, mittenbetonter Fassade und zurückhaltendem Dekor in Neorenaissanceformen, der Schutz umfasst auch die vorhandene historische Mühlenausstattung, baugeschichtlich und technikgeschichtlich von Bedeutung. | 09204744 |
| Direkt Bild zu diesem Denkmal hochladen | Niedermühle Rottluff                  | Chemnitz-Rottluff (Karte)                       |           | ehem. Niedermühle Rottluff am Pleißenbach, genaue Lage unklar |          |
| Weitere Bilder                          | Schlossmühle Chemnitz                 | Chemnitz-Schloßchemnitz, Schloßberg 2-3 (Karte) |           | ehem. Schloßmühle Chemnitz am Pleißenbach bzw. Mühlgraben, bis 1897 am Fuß des Schloßbergs, jetzt Gaststätte; Wohnhaus (heute baulich verbunden mit Schloßberg 2); einfacher ländlicher Wohnbau in prominenter Lage am Aufgang zum Schloßberg, Porphyrgewände, hohes, schiefergedecktes Satteldach, heute zum Teil mit freigelegtem Fachwerk, baugeschichtlich von Bedeutung. | 09204230 |

## Liste von Mühlen am Wiederbach
Die Liste der ehemaligen Mühlen ist entsprechend der örtlichen Lage am Flusslauf von der Quelle zur Mündung gegliedert.
| Bild                                    | Bezeichnung                        | Lage                                      | Datierung | Beschreibung | ID       |
| --------------------------------------- | ---------------------------------- | ----------------------------------------- | --------- | --- | -------- |
| Direkt Bild zu diesem Denkmal hochladen | Walzen-Mühle Voigt Königshain      | Königshain, Claußnitzer Straße 12 (Karte) |           | ehem. Walzen-Mühle Voigt Königshain, am Königshainer Bach, Wasserbetrieb bis 1970, heute moderner Mühlenbetrieb |          |
| Direkt Bild zu diesem Denkmal hochladen | Grütz- und Graupenmühle Königshain | Königshain, Kirchweg 13 (Karte)           |           | ehem. Grütz- und Graupenmühle Königshain, am Wiederbach |          |
| Direkt Bild zu diesem Denkmal hochladen | Vorwerksmühle Wiederau             | Wiederau, Rehbockswinkel 4 (Karte)        | 18. Jh.   | ehem. Vorwerksmühle Wiederau, am Wiederbach; Südliches Wohnstallhaus, westliche Stallscheune mit Oberlaube und östliches Seitengebäude eines Dreiseithofes sowie Hofpflasterung; alle Gebäude in Fachwerkbauweise, Stallscheune mit Oberlaube besitzt Seltenheitswert, baugeschichtlich, hausgeschichtlich und sozialgeschichtlich von Bedeutung.                                                            | 08955259 |
| Direkt Bild zu diesem Denkmal hochladen | Thurmsmühle Wiederau               | Wiederau, Königshainer Straße 18 (Karte)  |           | ehem. Thurmsmühle Wiederau, am Königshainer Bach |          |
| Direkt Bild zu diesem Denkmal hochladen | Kirchmühle Wiederau                | Wiederau, Rochlitzer Straße 16 (Karte)    | 1614      | ehem. Kirchmühle (auch Obermühle) Wiederau am Wiederbach; unter Denkmalschutz steht nur: Rest eines Renaissanceportals in Porphyr an der ehemaligen Kirchmühle mit Inschrift, ortsgeschichtlich von Bedeutung. | 08955287 |
| Weitere Bilder                          | Lang-Mühle Wiederau                | Wiederau, Lunzenauer Straße 82 (Karte)    | 1545      | ehem. Lang-Mühle (auch Untermühle) Wiederau am Wiederbach, bis 1845 Untermühle; Wohnhaus, Mühlengebäude mit Schneidemühle und Mühlentechnik, zwei Seitengebäude und Scheune eines Mühlenanwesens; Schauobjekt Lang-Mühle (Mahl-, Öl- und Schneidemühle), dendrochronologisch auf das Jahr 1532 datiert, Neubauten von 1927-1929, baugeschichtlich, ortsgeschichtlich und technikgeschichtlich von Bedeutung. | 08955282 |

## Ausführliche Denkmaltexte
1. ↑  
Der Fabrikstandort geht auf die sog. „Neumühle“ zurück, eine Mahlmühle, die 1546 bis 1552 unweit des Chemnitzflusses als „Untermühle“ errichtet wurde. Nachfolgend als zweite, „neue“ Mühle in den Besitz der Stadt Chemnitz gelangt, ändere sich ihre Bezeichnung zur „Neumühle“. Anfang des 19. Jahrhunderts ergänzte der damalige Eigentümer Leberecht Gelbrich die 4-gängige Mahlmühle, die zugleich auch ein Schneidwerk aufwies, um eine Baumwollspinnerei. Um 1865 diente das Mühlgebäude dem Webereibesitzer Eduard Lochmann kurzzeitig als Wohnhaus, später als Weberei. Ab1882 beherbergten die Gebäude des ehemaligen Mühlenstandorts, darunter auch das heute noch erhaltene, 1873/1874 errichtete straßenseitige Gebäude, verschiedene Gewerbebetriebe, u.a. eine Florettspinnerei, ein Maschinenbaugeschäft und ein Manufakturwarengeschäft. 1902 nutzte der nun auftretende Eigentümer Richard Heigis das inzwischen umgebaute Gebäude wiederum für eine mechanische Weberei, während im Seitengebäude eine Kattundruckerei von Felber & Co. ansässig war. Um 1915 befanden sich die Maschinenfabrik Saxonia, eine Autoreifen-Reparaturwerkstatt, ein Maschinenstickereigeschäft, eine Sattler- und Wagenlackiererei, ein Tambourgeschäft, eine Textilmaschinenfabrik, eine Baumaterialienhandlung sowie eine Niederlassung der Leipziger Steinholzwerke auf dem Standort. Ab 1933 nutzte das Städtische Jugend- und Wohlfahrtsamt die vorhandenen Räumlichkeiten im straßenseitigen Fabrikgebäude für eine „Zweig- und Kassenstelle“, 1938/1939 dienten sie als Übergangsquartier für deutschstämmige Umsiedler aus Siebenbürgen, später zur Unterbringung von Kriegsgefangenen und Zwangsarbeitern. Nach 1945 wurden hier schließlich von den Chemnitzer Stadtwerken Betriebswohnungen (wohl für die Mitarbeiter des 1893/94 in unmittelbarer Nachbarschaft zum ehemaligen Mühlstandort errichteten städtischen Elektrizitätswerks) eingerichtet.
Nachdem der Neumühlengraben als Wasserkraftquelle durch den um 1900 erfolgten Anschluss an das Versorgungsnetz des E-Werks obsolet wurde, nutzte letzteres das Grabenwasser bis zu dessen Stilllegung in den 1960er-Jahren noch zu Kühlzwecken und zum Dampfturbinenbetrieb, danach wurde der Grabenlauf verschüttet. Lediglich das nahegelegene „Neumühlenwehr“ belegt heute noch die einstige Wasserkraftnutzung am ehemaligen Mühlenstandort. Ebenso existiert die „Neumühle“ selbst nicht mehr, jedoch zeugen die erhaltenen Gebäude von der industriellen Nachnutzung und baulichen Weiterentwicklung des Standortes. Für das Stadtbild prägend ist dabei der in den Jahren des „Gründerbooms“ kurz nach der Reichsgründung 1871 errichtete straßenseitige Bau, ein seltener Vertreter dieser Phase der Industrialisierung in Chemnitz, dessen wohlproportionierter Baukörper mit einer zurückhaltenden Gliederung durch Lisenen und Gesimse durch ein markantes Dachgesims und eine Attikazone bekrönt wird. Das schlichter gestaltete, ältere Seitengebäude, ein zweigeschossiger, mit Satteldach abschließender Massivbau, birgt im Erdgeschoss ein Kreuzgratgewölbe mit freier Mittelsäule. Beide Gebäude sind daher von baugeschichtlicher sowie von stadtentwicklungs- und industriegeschichtlicher Bedeutung (LfD/2013).
2. ↑  
Das Hauptgebäude der Bachmühle Göritzhain wurde 1765 vom Hofkommisarius Johann Friedrich Wagner errichtet. Wagner betrieb hier eine Kattundruckerei, einige Räumlichkeiten nutzt er wohl auch als Wohnung und Kontor.
Der hochaufragende Bau mit Mansarddach und Dachreiter hat eine schlossartige Erscheinung. Gleichmäßig gereihte Fenster - in den Hauptgeschossen gerade und im abschließenden Mezzanin stichbogig geschlossen - prägen die Hauptfront. Deren Hauptschmuck sind die Porphyrtuff-Rahmungen der Fenster und des seitlich verschobenen Hauseingangs. Ansonsten trägt die Hauptfront wie auch die anderen Fassaden einen jüngeren Glattputz. Auf der rückwärtigen Nordostseite des Gebäudes sind zweigeschossige Flügel mit verputzten bzw. verkleideten Fachwerkobergeschossen angebaut, zwischen denen ein Hofraum liegt. Durch den jüngeren Wohnungsausbau (1954) sind im Inneren unterschiedliche Veränderungen vorgenommen worden, wobei die Strukturen des Hauptgebäudes aber im Wesentlichen erhalten blieben. Zudem sind bauzeitliche Ausstattungselemente wie Stuckdecken (erste Etage) überkommen. Der nordwestliche Flügelanbau enthält einen Stall mit Kreuzgratgewölben auf doppelter Säulenreihe.
Das Hauptgebäude der Bachmühle ist ein Zeugnis für die frühe Textilindustrie im mittelsächsischen Raum. Es dokumentiert Anspruch und wirtschaftliche Bedeutung der einstigen Manufakturbetriebe und ihrer Besitzer. Zudem verweist es darauf, dass der ländliche Bereich, bevorzugt an Mühlenstandorten mit der dort verfügbaren Wasserkraft, für die sächsische Frühindustrialisierung eine wichtige Rolle spielte. Aus diesen Gründen verkörpert das Objekt einen baugeschichtlichen und industriegeschichtlichen Aussagewert. Die Entwicklung von Göritzhain bzw. der einst selbständigen Ortsteile hängt speziell mit der Ansiedlung mehrerer Manufaktur- und Fabrikanlagen zusammen, sodass das Gebäude auch eine ortsgeschichtliche Bedeutung hat, zumal es zu den ortsbildprägenden Bauten gehört (LfD/2019).

## Landkarten-Archiv
- Messtischblatt 469 Annaberg (1910) (abgerufen am 24. Juli 2025)
- Messtischblatt 442 Chemnitz (1910) (abgerufen am 24. Juli 2025)